# National Bank of Dubai Building
La National Bank of Dubai Building est un gratte-ciel de bureaux de 125 mètres de hauteur construit à Dubaï en 1998. L'immeuble a été conçu par les cabinets d'architecture Norr et Carlos Ott. Ce fut l'un des tout premiers gratte-ciel construit à Dubaï. Le construit fait partie du vieux centre-ville de Dubaï, le long de la Khor Dubaï.
La surface de plancher de l'immeuble est de seulement 18 000 m2.